# Liga Nacional de Fútbol de Fiyi 2017
La Liga Nacional de Fútbol de Fiyi 2017 fue la edición número 41 de la Liga Nacional de Fútbol de Fiyi. La temporada comenzó el 3 de febrero y culminó el 25 de agosto. Lautoka FC se consagró campeón de la temporada, que con esto lleva 4 títulos del torneo.

## Formato
Los ocho equipos participantes jugaron entre todos contra todos totalizando 14 partidos cada uno; al término de las 14 fechas los dos primeros clasifican a la Liga de Campeones de la OFC 2018, mientras que el último clasificado desciende a la Segunda División de Fiyi 2018.

## Equipos participantes
| Pos.  | Equipo      | Ciudad   | Estadio             | Capacidad |
| ----- | ----------- | -------- | ------------------- | --------- |
| 1     | Ba FC       | Ba       | Govind Park         | 13 500    |
| 2     | Rewa FC     | Nausori  | Ratu Cakobau Park   | 12 000    |
| 3     | Lautoka FC  | Lautoka  | Churchill Park      | 18 000    |
| 4     | Labasa FC   | Labasa   | Subrail Park        | 10 000    |
| 5     | Suva FC     | Suva     | Estadio Nacional    | 10 000    |
| 6     | Nadi FC     | Nadi     | Prince Charles Park | 18 000    |
| 7     | Dreketi FC  | Dreketi  | Subrail Park        | 10 000    |
| 1(SD) | Rakiraki FC | Rakiraki | Ra Sports Ground    | 1000      |

### Ascensos y descensos
| Pos. | Ascendido de la Segunda División 2016 |
| ---- | ------------------------------------- |
| 1    | Rakiraki FC                           |

| Pos. | Descendido de la Liga Nacional 2016 |
| ---- | ----------------------------------- |
| 8    | Nadroga FC                          |

## Tabla de posiciones
Actualizado el 19 de abril de 2018.
| Pos. | Equipo         | PJ | PG | PE | PP | GF | GC | DG  | Pts. | Clasificado a                    |
| ---- | -------------- | -- | -- | -- | -- | -- | -- | --- | ---- | -------------------------------- |
| 1    | Lautoka FC (C) | 14 | 13 | 1  | 0  | 35 | 6  | +29 | 40   | Campeón y Liga de Campeones 2018 |
| 2    | Ba FC          | 14 | 9  | 1  | 4  | 32 | 12 | +20 | 28   | Liga de Campeones 2018           |
| 3    | Labasa FC      | 14 | 7  | 3  | 4  | 23 | 13 | +10 | 24   |                                  |
| 4    | Suva FC        | 14 | 8  | 0  | 6  | 25 | 15 | +10 | 24   |                                  |
| 5    | Rewa FC        | 14 | 6  | 3  | 5  | 20 | 20 | 0   | 21   |                                  |
| 6    | Nadi FC        | 14 | 5  | 2  | 7  | 16 | 19 | −13 | 17   |                                  |
| 7    | Dreketi FC     | 14 | 2  | 1  | 11 | 8  | 35 | −27 | 7    |                                  |
| 8    | Rakiraki FC    | 14 | 0  | 1  | 13 | 6  | 45 | −39 | 1    | Segunda División de Fiyi 2018    |